# Johannes av Korset
Johannes av Korset (Juan de la Cruz, egentligen Juan de Yepes), född 24 juni 1542 i Fontiveros nära Ávila, död 14 december 1591 i Úbeda, var en spansk karmelit, mystiker, författare och kyrkolärare. Han vördas som helgon inom Romersk-katolska kyrkan med festdag 14 december.
Johannes av Korset är en förgrundsgestalt inom kristen mystik och spansk poesi. Han är en av karmelitordens stora reformatörer under inflytande från Teresa av Ávila (han var hennes biktfader), och som poet representant för den spanska gyllene andliga perioden. Hans verk innehåller en detaljerad beskrivning av människans väg till föreningen med Gud. Höjdpunkten på reningens väg (själens dunkla natt som den måste utstå) till förening med Gud är den mystika förmälningen, särskilt beskriven i "Andlig sång". Hans titel som kyrkolärare är följaktligen Doctor Mysticus.
Trakasserad av sina medbröder medan han levde, helgonförklarades Johannes 1726 och räknas sedan 1926 som kyrkolärare. Alla hans skrifter finns i svensk översättning. Flera av hans dikter finns översatta till svenska av Hjalmar Gullberg.

## Biografi
Johannes de Yepes var yngsta barnet till Gonzales de Yepes och Catherine Alvarez, fattiga silkesvävare i Toledo. Han fick redan i sin tidigaste barndom lära känna livets avigsidor. Fadern, vars släkt var framstående, men som genom sitt gifte med Johannes mor hade förlorat sin ställning, dog innan ungdomen tagit slut. Änkan fick hjälp av sin äldste son att klara livets nödtorft. Johannes sändes till en billig skola i Medina del Campo där familjen kommit att bo, och visade sig vara en uppmärksam och snabbtänkt elev. När han senare blev lärling till en hantverkare visade han sig dock oförmögen att lära sig någonting alls. Därför tog sig föreståndaren för Medinas sjukhus an honom och erbjöd honom arbete. I sju år delade Johannes sin tid mellan att vaka över de allra fattigaste, och delta i undervisningen i en jesuitskola. Han utsatte sig därmed för stora fysiska faror, och enligt den katolska läran räddade jungfru Maria honom två gånger från en säker död.
I en bön fick Johannes höra att han skulle ägna sin framtid åt en orden som var grundad enligt den antika perfektionen, och som han skulle återställa i dess ursprungliga fulländning. Karmeliterna hade inrättat sig i ett hus i Medina, och han inträdde där som munk den 24 februari 1563, varvid han antog namnet Johannes av Sankt Mattias (Juan de Santo Matía). Efter att han tjänstgjort där fick han tillstånd av sina överordnade att följa föreskrifterna som den ursprungliga karmelitorden upprättat, och bortse från de uppluckringar av reglerna som olika påvar hade stadfäst. 
Han sändes till universitetet i Salamanca och Colegio de San Andrés för högre utbildning, och prästvigdes 1567. Hans lärare i bibelexegetik var Luis de León. Under sin första mässa fick han enligt den katolska tron en försäkran från Gud att han skulle behålla den syndfrihet han hade haft vid sitt dop. På grund av prästämbetets skyldigheter beslutade han sig för att inträda i kartusianernas orden. Innan detta hann ske, träffade han dock Teresa av Ávila som kommit till Medina för att grunda ett nunnekloster, och som övertalade honom att stanna i karmelitorden och bistå henne genom att instifta ett munkkloster som första ordensgren.
Johannes följde Teresa till Valladolid för att skaffa sig praktisk erfarenhet av hennes nunneorden. Han fick två följeslagare, och tillsammans fastslog de sin reformation av orden den 28 november 1568. Teresa har efterlämnat en klassisk beskrivning över hur dessa karmeliter levde den första tiden, i kapitlen XIII och XIV i Libro de las Fundaciones. Johannes av Korset, som han vid denna tid hade börjat kalla sig, blev den första novismästaren, och lade grunden för ordens mer andliga inriktning som skulle ta sig allomfattande proportioner. Han hade olika befattningar på skilda platser tills Teresa kallade honom till Ávila som föreståndare och biktfader vid nunneklostret La Incarnación, vid vilket hon utnämnts till priorinna. Han stannade där, med kortare uppehåll, i över fem år. Under tiden spred sig reformen hastigt, men dess existens hotades dels av inblandning från andra ordnar, dels genom häftiga känsloutbrott som förekom inom orden.
Johannes beordrades återvända till sitt hemkloster i Medina. När han vägrade under förevändningen att han inte tjänade orden utan det apostoliska uppdraget, fängslades han natten till 3 december 1577, och fördes sedan till Toledo, där han i nio månader fick utstå en trång och kal cell och annan bestraffning som tillkom dem som sonade de värsta brotten. Under dessa lidanden blev han tröstad av himmelska uppenbarelser, och några av hans mest lysande dikter tillkom under den tiden. I augusti 1578 genomförde han en exceptionell flykt, som enligt den katolska läran räknas nästan som ett mirakel. Under de följande åren ägnade han sig åt att grunda och leda kloster i Baeza, Granada, Córdoba, Segovia, och andra ställen, men intog ingen framträdande roll i överhandlingarna som ledde till att denna karmelitgren etablerades. 
Efter Teresas död den 4 oktober 1582 stred två partier om att överta hennes plats; moderaterna under Hieronymus Gratianus och zelanterna under Nicolaus Doria. Johannes tog den förras sida och delade dennes tro. Under en tid tjänade han som kyrkoherde i provinsen Andalusien, men när Doria ändrade ordens inriktning och samlade all makt till en kommitté, opponerade sig Johannes och stödde nunnorna i deras strävan efter att säkra påvens godkännande av deras konstitution. Därmed tilldrog han sig ledarnas ogillande, de fråntog honom hans tjänst och sände honom till det fattigaste klostret där han blev svårt sjuk. En av hans motståndare gick så långt som att gå från kloster till kloster för att samla material för att använda i en officiell anklagelse emot honom, i syfte att därigenom utesluta honom från den orden som han deltagit i att grunda.
I takt med att hans sjukdom förvärrades förflyttades han till klostret i Úbeda, där han först behandlades mycket ovänligt, varigenom hans bön om att “lida och förnedras” bokstavligen uppfylldes till den grad att den tog hans liv. Men slutligen började hans vedersakare uppfatta honom som helig, och hans begravning firades under stor entusiasm; det är enligt den katolska läran en lycka för heliga personer att dö eftersom det innebär att de kommer till himlen. Hans kvarlevor, som ännu under början av 1900-talet var fullt bevarade, flyttades delvis till Segovia och endast en liten del finns kvar i Ubeda. Omkring hans reliker skall det ha förekommit mirakler.
Han beatificerades den 25 januari 1675 av Clemens X, och kanoniserades den 27 december 1726 av Benedictus XIII. Pius XI utsåg honom till kyrkolärare. I Anglikanska kyrkan vördas han som ”trons lärare”. Även utanför dessa samfund betraktas han som den spanska andliga litteraturens främste författare.

## Författarskap
Johannes av Korset har efterlämnat åtta verk:
- Kommenatarer till dikten som börjar En una noche oscura med titeln ”Bestigningen av berget Karmel”. Verket avsåg uppta fyra böcker, men slutar i mitten av den tredje.
- Andra kommentarer till samma dikt med titeln ”Själens dunkla natt”, som slutar mitt i andra boken. Båda dessa kommentarer tillkom strax efter flykten från fängelset, och fastän de är ofullbordade, kompletterar de varandra, och utgör en avhandling om mystisk teologi.
- Kommentarer till dikten ”Andlig sång” (Cántico espiritual, 1576-78), som tillkom delvis under fångenskapen, och som slutfördes senare på begäran av den heliga Anna av Jesus.
- Kommentarer till dikten ”Levande kärlekslåga”, skriven omkring 1584 på begäran av Dona Ana de Penalosa
- Några andliga vägledningar och riktlinjer.
- Omkring tjugo brev. Tyvärr har merparten av hans brev förstörts, däribland flera till Teresa, dels av honom själv, dels i samband med anklagelserna som han föll offer för.
- Dikter, av vilka omkring 26 har utgivits. En del okända originalmanuskript upptäcktes under senare århundraden vid Nationalbiblioteket i Madrid, och en del vid nunneklostret i Pamplona.
- En samling andliga maximer, i vissa utgåvor ett hundratal och andra bortåt 375, där författarskapet är något ovisst.

Det har påståtts att Johannes huvudsakligen inriktade sitt författarskap på andlig psykologi. Han var inte vad man skulle kalla ”lärd”, men han var intimt förtrogen med Thomas av Aquinos Summa. Bibeln verkar han ha kunnat utantill, fastän det är uppenbart att han fått sin kunskap snarare genom meditation än genom trägna närläsningar.
Det finns inte påtagliga anknytningar till kyrkofädernas mystik; Augustinus, Gregorius den store, Bernhard av Clairvaux, Bonaventura, men heller inte till skolastikens mystiker såsom Hugo av Sankt Victor eller den tyska dominikanska skolan. De fåtaliga hänvisningarna till patristisk litteratur kan med lätthet spåras till Breviarium eller Summa. På grund av att det saknas tydliga band till tidigare mystiker, kan hans lära, liksom Teresas vars inflytande är genomgående, klassas som empirisk mystik. De utgår båda från sina egna erfarenheter, Teresa med stor hängivelse, men Johannes som sällan talar om sig själv ”konstruerar ingenting” (för att citera kardinal Nicholas Wiseman), ”lånar ingenting från andra utan förmedlar sina egna och andras erfarenheter med klarhet och enkelhet. Han presenterar sig genom ett porträtt, och inte via föreställda bilder. Han företräder idealen som den har, som liksom han själv gått igenom det andliga livets resa, dess svårigheter och dess segrar.”
Hans axiom är att själen måste tömma sig själv från sitt själv för att kunna fyllas av Gud, att den måste renas från de sista resterna av världslighet innan den passar att förenas med Gud. I tillämpningen av detta enkla axiom visar han sitt mest kompromisslösa sätt att resonera. Inte förrän vad han betecknar som andliga kardinalsynder avlägsnats kan människan inträda i ”den mörka natten”, som är en passiv skärseld där Gud låter själen utstå svåra inre prövningar, varmed Gud fulländar och fullföljer vad själen själv har påbörjat. Själen är nu passiv, men inte håglös, för genom att underställa sig den gudomliga handlingen är den en livaktig del av dess makt. Den fulländade reningen av själen gör den i Johannes diktning fri att agera med den gudomliga energin; faktum är att Johannes måste sägas anse att den därmed blir delaktig i Guds allmakt, vilket enligt den katolska läran är ett tecken på helighet. När själen fortskrider från ”den mörka natten” inträder den i det fulla middagsljuset som beskrivs i ”Andlig sång” och ”Levande kärlekslåga”. Johannes leder en själslig resa till de högsta höjderna, till den punkt då själen blir en del av den gudomliga naturen. Det är här som nödvändigheten av den tidigare reningen klargörs; för plågan av att sinnena dör, och den tömda själens makt, återgäldas själen med den salighet som i den punkten uppenbaras. Saligheten är själens förening med Kristus, unio mystica, som i dikterna beskrivs som brudens och brudgummens förening, i en parafrasartad parallell till Höga visan, där natten förenat älskaren med den älskade och omformat den älskade i hennes älskande (En una noche oscura, strof 5).

## Inflytande
Bland dem som i högre grad influerats av Johannes av Korsets författarskap, finns författare som i olika grad har ägnat sig åt andligt diktande: T.S. Eliot, Thérèse de Lisieux, Edith Stein och Thomas Merton. Han har också påverkat filosofer (som Jacques Maritain), teologer (som Hans Urs von Balthasar) och pacifister (som Dorothy Day, Daniel Berrigan, och Philip Berrigan).